# Sechs Yogas des Naropa
| Tibetische Bezeichnung                                            |
| ----------------------------------------------------------------- |
| Tibetische Schrift: ནཱ་རོ་ཆོས་དྲུག་                                    |
| Wylie-Transliteration: nA ro chos drug                            |
| Offizielle Transkription der VRCh: Ming Xing Dao Liu Cheng Jiu Fa |
| Andere Schreibweisen: Nāro Chödrug, Naro Chodrog                  |
| Chinesische Bezeichnung                                           |
| Vereinfacht: 那洛六法                                             |
| Pinyin:Naruo liu fa                                               |

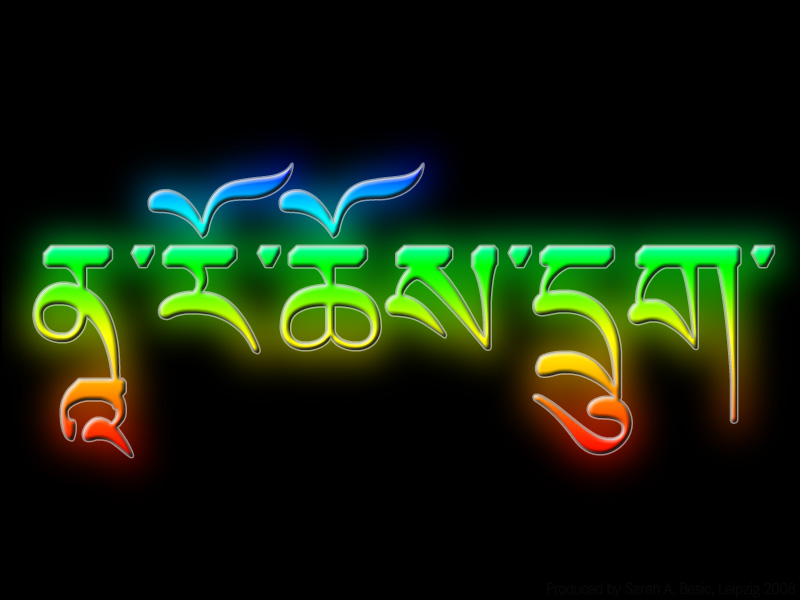
„Sechs Yogas des Naropa“ (wörtlich: Nāro-Dharma-sechs = Sechs Dharmas des Nāro) in tibetischer Schrift

Die Sechs Yogas des Naropa (auch: Sechs Doktrinen/Dharmas/Lehren des Nāropa oder Pfad der sechsfachen Vollendung des Geistes) sind die zusammenfassende Bezeichnung für ein in sich geschlossenes Curriculum fortgeschrittener tantrischer Meditationstechniken des Vajrayana-Buddhismus, welches in dieser systematisch dokumentierten Form zurückzuführen ist auf den namensgebenden tibetisch-buddhistischen Meister Nāropa (1016–1100).
Äußeres Ziel der Ausübung und Vervollkommnung dieser kontemplativen Praktiken ist die Erlangung von Siddhis genannten magischen Kräften.
Inneres Ziel dieser mystischen Geistesübungen ist direkte und damit gegenüber anderen Techniken beschleunigte Gewahrwerdung der höchsten Wahrheit durch Erleuchtung.

## Herkunft und Geschichte
Nāropa bekam seine Fähigkeiten und Kenntnisse von seinem Lehrer Tilopa (* 988; † 1069) in jahrelangem Geistestraining und zahlreichen praktischen Übungen vermittelt, die z. T. auch geheimen Lehrlinien folgten. Später gab er selber als verwirklichter Meister die Weisheiten des Großen Siegels, des Mahamudra, an seinen Schüler Marpa (* 1012; † 1097) weiter. Er ist damit fester Bestandteil der Kagyü-Tradition, einer der großen buddhistischen Schulen.
Darüber hinaus werden die Sechs Yogas aber auch von vielen Mitgliedern der Gelug Linie und von linienübergreifenden Meistern wie dem Dalai Lama praktiziert und beherrscht.

## Verwandte Traditionen
Die Sechs Yogas von Niguma entsprechen, bis auf wenige Unterschiede, den Sechs Yogas des Nāropa. Die Dakini Niguma war dabei die spirituelle Gefährtin Nāropas. Ihre spätere Weitergabe der Sechs Yoga-Tradition an den Yogi Khyungpo Naljor gilt als Grundlage zur Gründung der Shangpa-Kagyü-Schule.

## Systematik
Die folgende Unterteilung der zu Grunde liegenden Einzelübungen ist die gebräuchlichste. Dabei werden die drei ersten Techniken als Primärbestandteile der sogenannten Vollendungs-Ebene (tibetisch རྫོགས་རིམ་, Wylie-Transliteration rdzogs rim, sanskrit saṃpanna-krama) innerhalb des Anuttarayoga-Tantra angesehen.
1. Tummo, das Yoga des Inneren Feuers (tibetisch གཏུམོ་, Wylie-Transliteration gTum mo, sanskrit चण्ड, IAST-Transliteration caṇḍa bzw. caṇḍalī, chinesisch 靈熱)
2. Gyulü, das Yoga des Illusionskörpers (tibetisch སྒྱུ་ལུས་, Wylie-Transliteration sGyu lus, sanskrit māyākāya bzw. mahādeha ('maha-adeha'), chinesisch 幻觀)
3. Milam, das Yoga der Bewusstseinsmitnahme (tibetisch རྨི་ལམ་, Wylie-Transliteration rMi lam, sanskrit svapnadarśana, chinesisch 夢觀)
4. Ösel, das Yoga des Klaren Lichtes (tibetisch འོད་གསལ་, Wylie-Transliteration ’od gSal, sanskrit ābhāsvara, chinesisch 光明 bzw. 淨光)
5. Bardo, das Yoga des Zwischenzustandes (tibetisch བར་དོ་, Wylie-Transliteration bar do, sanskrit अन्तर्भाव, IAST-Transliteration antarabhāva, chinesisch 中有)
6. Phowa, das Yoga der Bewusstseinsübertragung (tibetisch འཕོ་བ་, Wylie-Transliteration ’pho ba, sanskrit saṃkrānti, chinesisch 遷識)

Daneben werden auch differenziertere (bis zu 10 Einzeltechniken) oder an anderen Paradigmen orientierte Systematisierungen verwendet.
Zusätzliche oder kombinierte Techniken sind ferner:
- Das Yoga der Bewusstseinsprojektion, eine aus Phowa, Ösel und Gyulü zusammengesetzte, geheime Technik, bei der der eigene Bewusstseinsstrom in einen fremden Körper hineinprojiziert wird.
- Das sogenannte Siebente Yoga (tib. Trong-dschuk,[3]), welches als eine Variation von Phowa den Meditierenden in die Lage versetzt, das eigene Bewusstsein in einen sterbenden oder bereits toten Körper zu transferieren. Diese Praxis ist, soweit bekannt, in Tibet nicht erhalten geblieben.
- Das Yoga des Siegels der Liebe (tibetisch ལས་ཀྱི་ཕྱག་རྒྱ་, Wylie-Transliteration las kyi phyag rgya, sanskrit karmamudrā) ist eine weiterführende Technik des Tantra-Yoga, bei der unter Einbeziehung eines ebenbürtigen (Sexual-)Partners die Tummo-Technik verfeinert und vertieft wird.
- Nāropa selbst benennt in den Vajra-Versen der Geheimen Tradition die Praxis des Yogas der Selbstbefreiung von der Dualität.

## Technik
Die Praxis der Sechs Yogas setzt, bedingt durch ihre äußerst kraftvollen, energetischen Emanationen, also ihre spezifischen Entfaltungswirkungen und vor allem ihre weitreichenden Folgen, ein hohes Maß an meditativer Fähigkeit und spiritueller Kenntnis voraus. Dies wird im tibetischen Buddhismus sichergestellt durch:
- sogenannte Vorbereitungsübungen
- die ausdrückliche Initiation eines erfahrenen, vertrauenswürdigen Meisters
- ein äußerst diszipliniertes, langfristiges Training.

Der Versuch, die Sechs Yogas insgesamt oder auch nur teilweise durchzuführen, ohne entsprechende Grundlagen, Anleitungen und Hilfestellung zu haben, ist zwar möglich, kann aber mitunter zu schwerwiegenden und möglicherweise irreversiblen physischen und psychischen Komplikationen führen.
Entsprechend ihrer historischen Herkunft aus dem vedischen Yoga sind die maßgeblichen Elemente einer jeden einzelnen Technik
- die Körperhaltung (sanskrit Asana),
- die Gestik (sanskrit Mudra),
- die Beherrschung des Atems (sanskrit Pranayama),
- die affirmative Sensualisierung (überwiegend visuell und haptisch),
- die Selbst-lose Versenkung (tibetisch Dhyana) und
- die dauerhafte Verwirklichung eines über-bewussten, nicht-dualen Achtsamkeitszustandes (sanskrit Samadhi).

Da die o. g. einzelnen Übungen und die diesbezüglichen querverweisenden Erkenntnisse eng miteinander verknüpft und aufeinander aufbauend sind, ist ein zunächst serielles Praktizieren der Bestandteile eher zielführend.

### Deutsche Bücher
- David-Néel, Alexandra Heilige und Hexer. Glaube und Aberglaube im Lande des Lamaismus. W.A. Brockhaus, Leipzig, 1931. Keine ISBN
- Mullin, Glenn H. Geheimlehren tibetischer Meditation. Einführung in den tantrischen Buddhismus. Die sechs Yogas des Naropa. Aquamarin, Grafing, 2000. ISBN 3-89427-143-4
- Yeshe, Lama Thubten Inneres Feuer. Eine Meditationspraxis aus den Sechs Yogas von Naropa. Diamant Verlag, München/Deutschland 2007. ISBN 3-9805798-6-7

### Anderssprachige Bücher
- Brennan J.H. Tibetan magic and mysticism. Llewellyn Worldwide, Woodbury, MN/USA 2006. ISBN 0-7387-0713-9
- Günther, Herbert V. Life and Teaching of Naropa. Shambala Publications, Boston, 1963. ISBN 1-57062-101-2
- Keown, Damien A Dictionary of Buddhism. Oxford University Press, Oxford, Great Britain, 2003. ISBN 0-19-860560-9
- Mullin, Glenn H. The Six Yogas of Naropa: Tsongkhapa’s Commentary. Snow Lion Publications, Ithaca, NY/USA 2005. ISBN 1-55939-234-7
- Trungpa, Chogyam Illusion's Game: The Life and Teaching of Naropa: Life and Teachings of Naropa. Shambala Publication, Boston, MA/USA 1994. ISBN 0-87773-857-2
- Wangyal, Tenzin The Tibetan Yogas of Dream and Sleep. Snow Lion Publications, Ithaa, NY/USA 1998. ISBN

### Internet
- http://www.nitartha.org – The Home for Digital Tibetan
- http://www.learnsanskrit.cc – Sanskrit-English Dictionary
- http://yogilin.net/efiles/e0108.html – Dr. Yutang Lin – Six Yogas in Great Harmony
- http://www.lib.virginia.edu/small/exhibits/dead/dying.html – The Art of Dying: Esoteric Instructions on Death and Liberation
- http://www.csus.edu/indiv/v/vonmeierk/2-04SIXY.html – The Six Yogas
- http://www.freewebs.com/ordorosaaurum/vajrayana.htm (Memento vom 25. März 2008 im Internet Archive) – Vajrayana Yoga